# Colonna di Eliodoro
La colonna di Eliodoro è un pilastro di pietra che fu eretto intorno al 113 a.C. nell'India centrale a Besnagar (vicino a Vidisha, Madhya Pradesh). La colonna prende il nome da Eliodoro, un ambasciatore indo-greco del re Antialcida di Taxila, ed è ancora oggi visibile, recando una scritta in alfabeto Brahmi in cui Eliodoro si definiva adoratore di Vāsudeva.

## Descrizione
La colonna di Eliodoro si trova vicino alla confluenza di due fiumi, a circa 60 chilometri (37 miglia) a nord-est di Bhopal, a 11 chilometri dallo stupa buddista di Sanchi e 4 chilometri dalle Grotte Udayagiri.
La colonna fu scoperta da Alexander Cunningham nel 1877. Due importanti scavi archeologici nel XX secolo hanno rivelato che il pilastro faceva parte di un antico tempio di Vāsudeva. Il tempio e le iscrizioni sono tra le prime prove conosciute del culto di Vāsudeva-Krishna e dei del Visnuismo in India. Il culto di Vāsudeva-Krishna era in origine uno dei numerosi culti indipendenti, insieme ai culti di Nārāyaṇa, Śrī e Lakshmi, che furono uniti intorno all'inizio dell'era volgare per formare il Visnuismo. Nel pilastro Eliodoro, Vāsudeva-Krishna era adorato come Deva deva, il "Dio degli dei", la Divinità Suprema.

## Iscrizione
Sul pilastro sono presenti due iscrizioni. Le iscrizioni sono state analizzate da diversi autori, come Richard Salomon e Shane Wallace.
Il testo delle iscrizioni è in scrittura brahmi del periodo Shunga, la lingua è il pracrito epigrafico centro-occidentale, con alcune grafie sanscritizzate. La prima iscrizione descrive la dedica religiosa privata di Eliodoro:
Riga 1. Questo stendardo di Garuda di Vāsudeva, il dio degli dei
Riga 2. è stato costruito qui da Heliodoras (Eliodoro), il Bhagavata,
Riga 3. figlio di Dion, un uomo di Takhkhasila (Taxila),
Riga 4. l'ambasciatore greco che venne dal Grande Re
Riga 5. Amtalikita (Antialcida) al Re
Riga 6. Kasiputra Bhagabhadra, il Salvatore,
Riga 7. prosperando nel (suo) quattordicesimo anno di regno.
La seconda iscrizione sul pilastro, nella stessa scrittura, recita un verso dell'epopea indù Mahabharata:
Riga 1. (Questi?) tre passi per l'immortalità, se seguiti correttamente,
Riga 2. portano al paradiso: controllo, generosità e attenzione.
L'identità del re indiano nell'iscrizione più lunga è contestata. I primi studiosi hanno proposto che potesse essere il quinto sovrano della dinastia Sunga, ossia Bhagabhadra, come descritto in alcuni elenchi puranici. Tuttavia, scavi successivi effettuati da archeologi tedeschi nei pressi di Mathura hanno dimostrato che la dinastia Sunga potrebbe essere terminata prima dell'installazione del pilastro di Eliodoro. Pertanto, è probabile che Bhagabhadra fosse un sovrano locale..